# Bladvingergekko
De bladvingergekko of Zuid-Afrikaanse bladvingergekko (Afrogecko porphyreus) is een hagedis die behoort tot de gekko's (Gekkota) en de familie Gekkonidae.

## Naam en indeling
De wetenschappelijke naam van de soort werd voor het eerst voorgesteld door François Marie Daudin in 1802. Oorspronkelijk werd de naam Gecko porphyreus gebruikt. De Nederlandstalige naam bladvingergekko slaat op de sterk verbrede tenen en vingers. De wetenschappelijke geslachtsnaam Afro-gecko betekent 'gekko uit Afrika', en slaat op het verspreidingsgebied. De soortnaam porphyreus betekent 'roodpaars'.
Vroeger werd de soort ingedeeld bij het geslacht van de bladvingergekko's (Phyllodactylus), waardoor de oude wetenschappelijke naam Phyllodactylus porphyreus nog wel wordt gebruikt. Lange tijd werden drie ondersoorten erkend, maar dit wordt beschouwd als verouderd. In de literatuur wordt deze situatie echter nog vermeld.

## Uiterlijke kenmerken
De bladvingergekko heeft een zeer variabele kleur en kan zoals wel meer gekko's een beetje van kleur veranderen. Meestal is de basiskleur grijsbruin tot bruin, maar ook bijna zwarte exemplaren komen voor. De lichaamsvorm is vrij rond in vergelijking met andere gekko's, die een meer afgeplat lichaam hebben. De gekko bereikt een lichaamslengte van vier tot vijf centimeter, exclusief de staart die langer dan het lichaam is en vrij dik. De totale lengte is ongeveer 11,5 centimeter.
De naam bladvinger gekko is te danken aan de vergrote uiteinden van de vingers en tenen die enigszins bladachtig aandoen. Door de vergrotingen aan de vingers en tenen dragen deze meer lamellae, de zeer goed hechtende hechtlamellen van gekko's. De vingers en tenen dragen klauwtjes maar deze zijn moeilijk te zien.
De kop is breed en afgeplat, de pupil is verticaal. Van het neusgat loopt vaak een donkere streep door het oog. De vrouwtjes bezitten vaak grote kalkzakken in de nek die dienen als calciumbuffer voor de ontwikkeling van de eieren.

## Levenswijze
De bladvingergekko is 's nachts actief en verstopt zich overdag in rotsspleten en onder boomschors. De gekko jaagt actief op kleine ongewervelden zoals insecten. Deze soort wordt aangetrokken door kunstlicht en met name de insecten die hierop afkomen. De hagedis schuwt de mens niet waardoor hij ook wel huizen binnen kruipt op zoek naar prooien.
De vrouwtjes produceren twee eieren per legsel, waarschijnlijk zetten ze meerdere legsels af per jaar. Soms gebruiken meerdere vrouwtjes een gemeenschappelijk nest, er kunnen dan tientallen eieren op een enkele locatie worden aangetroffen. De eieren worden afgezet onder boomschors en andere verborgen plaatsen en na ongeveer vier maanden komen ze uit. De juvenielen zijn dan ongeveer twee centimeter lang waarvan de staart meer dan een centimeter uitmaakt.

## Verspreiding en habitat
De soort komt voor in delen van Afrika en leeft in de landen Zuid-Afrika en Namibië. De soort zou ook voorkomen in Kameroen maar dit is onwaarschijnlijk. De bladvingergekko komt niet voor in Madagaskar zoals eens is beschreven, dit betreft de soort Phyllodactylus brevipes.
De habitat bestaat uit vochtige tropische en subtropische bergbossen en droge tropische en subtropische scrublands. Ook in door de mens aangepaste streken zoals stedelijke gebieden kan de hagedis worden gevonden.

## Beschermingsstatus
Door de internationale natuurbeschermingsorganisatie IUCN is de beschermingsstatus 'veilig' toegewezen (Least Concern of LC).